# Pierre Bellemare

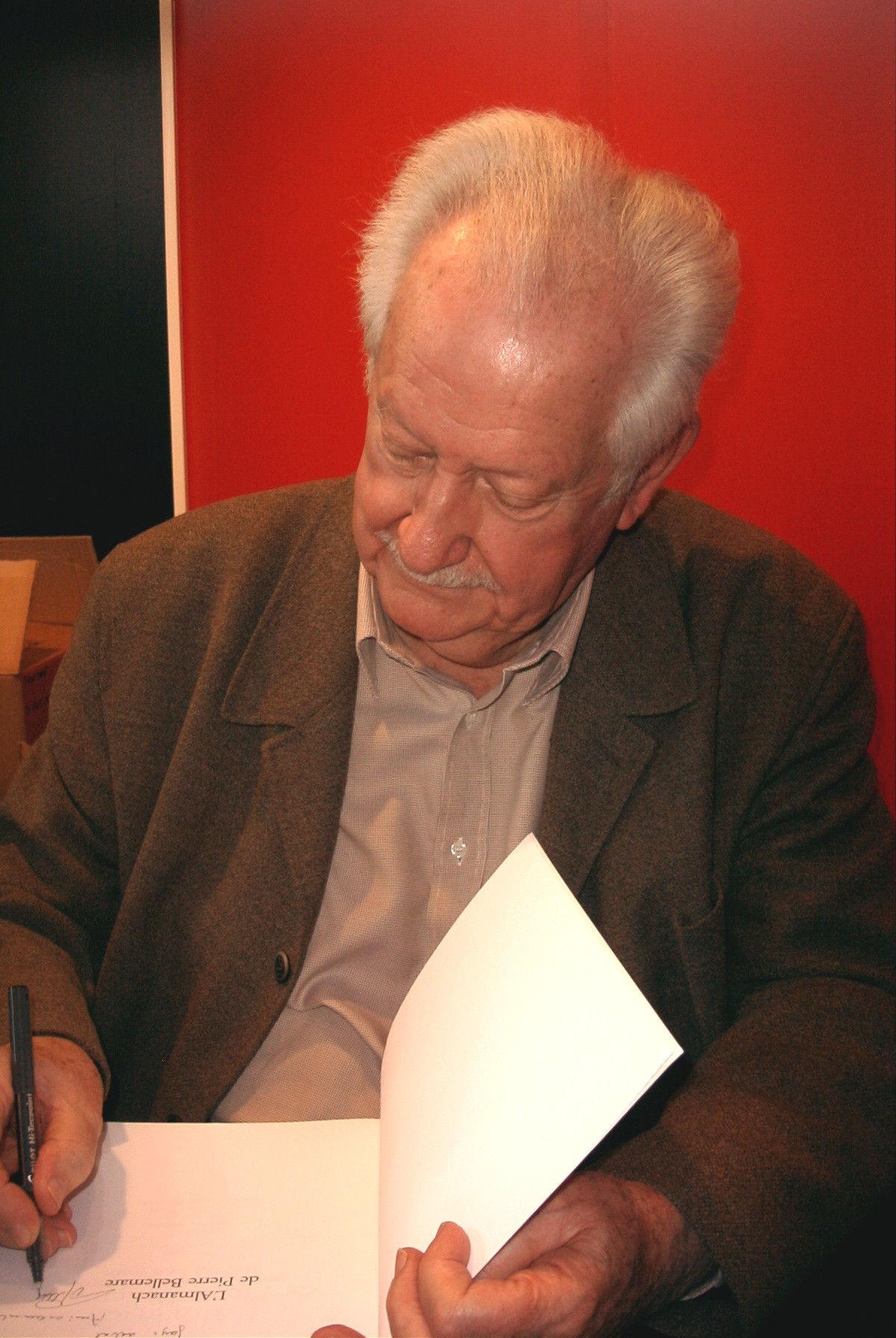
Pierre Bellemare

Pierre Bellemare (* 21. Oktober 1929 in Boulogne-Billancourt; † 26. Mai 2018 in Suresnes) war ein französischer Schriftsteller und Moderator.

## Unglaubliche Geschichten
Bekannt wurde er unter anderem durch die TV-, Radio- und Buch-Serie Unglaubliche Geschichten (im Original: Les Dossiers extraordinaires). In den Geschichten geht es um wahre Begebenheiten, die sich irgendwann und irgendwo zugetragen haben. Meist ist es die Zeit von 1850 bis 1995, und es wird von unglaublichen Geschichten berichtet, die entweder bekannte Persönlichkeiten oder einfach nur „ganz normale“ Leute erlebten.
Die Idee zu dieser Serie kam Bellemare Mitte der 1970er Jahre, als er vor einem leeren Blatt Papier saß und nicht weiter kam. Dabei entstanden mehrere tausend Geschichten, die er zuerst im französischen Fernsehen, dann im Radio erzählte, bevor ein Teil davon in Buchform veröffentlicht und auch ins Deutsche übersetzt wurde.
Unter anderem hört man von rätselhaften Kriminalfällen, Erlebnissen im Zusammenhang mit geschichtlichen Ereignissen oder von anderen außergewöhnlichen Geschehnissen. Für diese meist spannenden und manchmal ein wenig humorvollen Kurzgeschichten machte sich Bellemare, zusammen mit einem festen Team von Autoren (so etwa mit Jacques Antoine) und Dokumentaren, auf die Suche nach „Unglaublichen Geschichten“, wofür sie in Polizeiakten und Zeitungsarchiven wühlten. Bellemare verfasste sie schließlich in den 1980er und 1990er Jahren in Buchform. Für Deutschland wurden diese Bücher unter anderem vom Nymphenburger Verlag, vom Gondrom Verlag, vom Paul Zsolnay Verlag sowie vom Weltbild Verlag herausgegeben.
Bellemare übernahm auch gelegentlich Schauspielrollen, so etwa in der Agentenfilm-Parodie OSS 117 – Er selbst ist sich genug aus dem Jahr 2009.